# 二足歩行

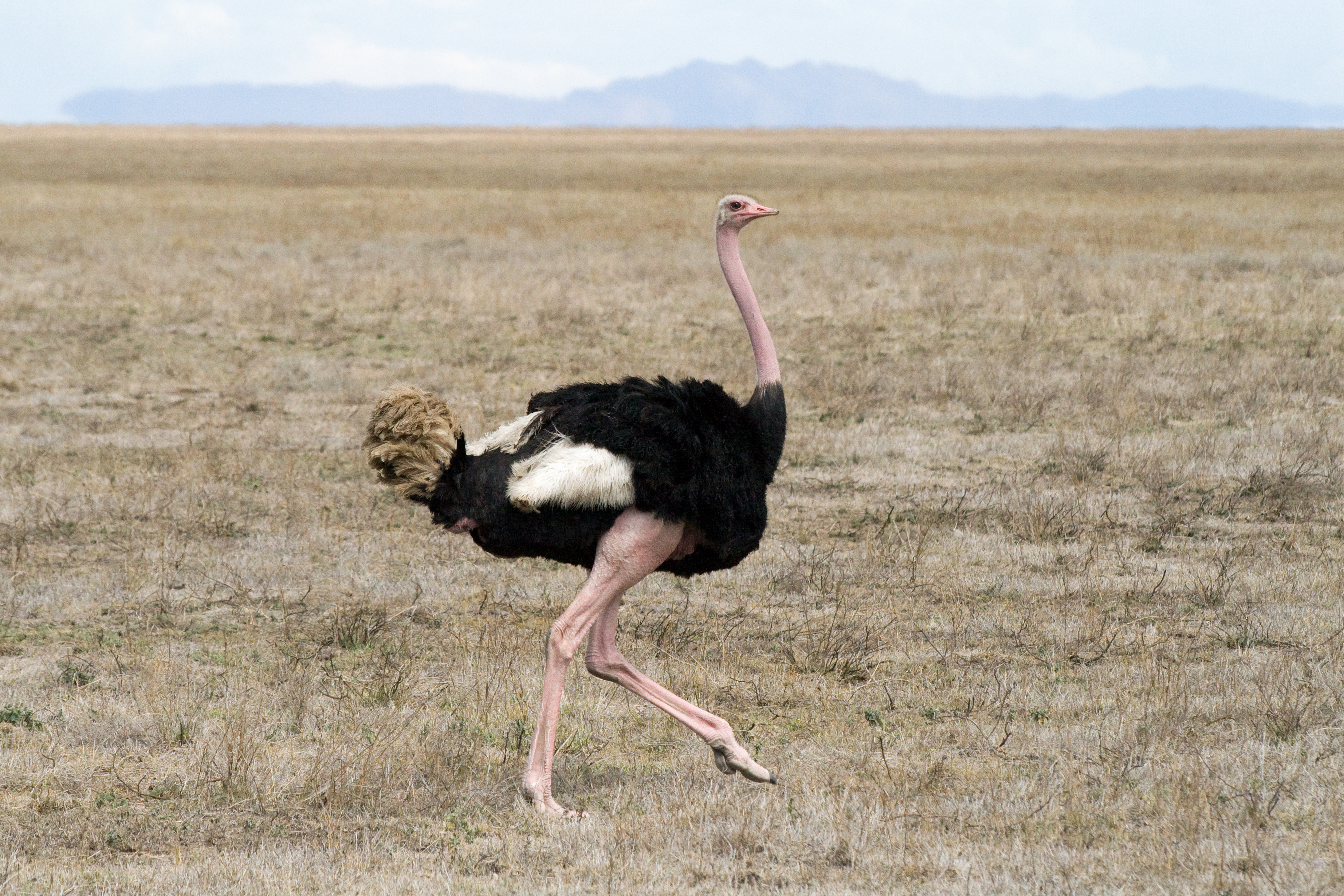
二足歩行するダチョウ

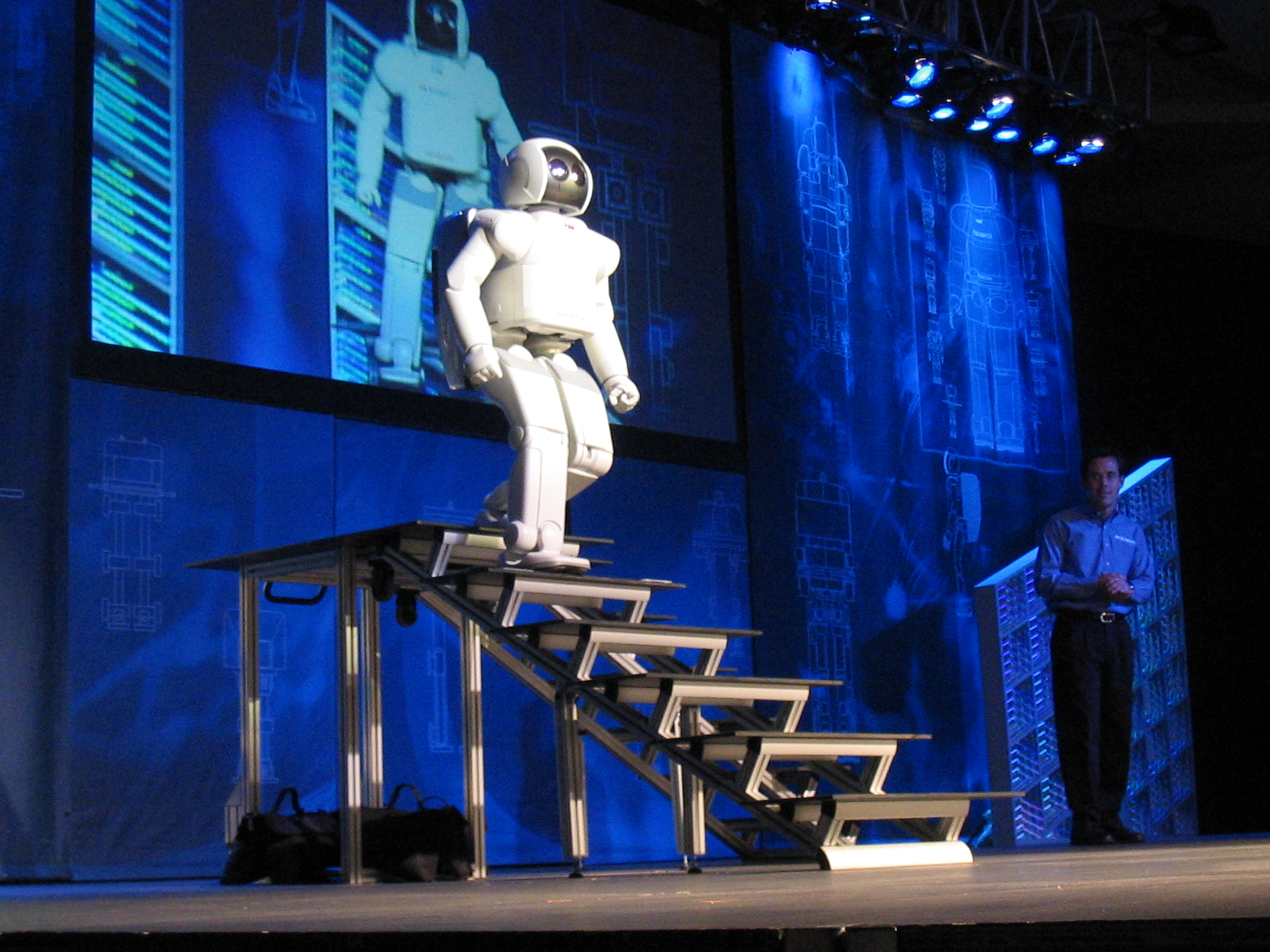
二足歩行するロボット（アシモ）

二足歩行（にそくほこう、Bipedal Locomotion）とは、一部の動物にみられる2本の足でその体を支え、重心を前に移動させて前進する歩行様式。
現生動物としてはヒトと鳥類、一部の哺乳類・爬虫類のみが二足歩行ができ、恐竜も可能であった。特にヒトの歩き方は、体軸が垂直に立っている、下肢が直線状に伸びている、など他の動物と異なっているので、直立二足歩行と呼んで区別することがある。

## ロコモーション
四足でのロコモーションは、四肢の動きによりギャロップ、トロット、ペース、ウォーク、ハーフバウンド、プロンクなどに分類されるが、二足の場合はより単純化され、ホッピング、ランニング、ウォーキング、スキップに分けられる。ホッピングは左右の脚を（ほぼ）同時に前に出す様式である。ウォーキングとランニングは左右の脚を交互に前に出す様式である。
鳥類の場合は分類群によって好んで選択されるロコモーションが異なる。例えばスズメ目やキツツキ目ではホッピングが基本となっている。ヒトの二足ロコモーションはウォーキングとランニングが主でホッピングは基本的に行なわない。左右の脚を交互に前に出す様式のうち、両足が地面から離れる時間があるのがランニングでヒトの場合は比較的区別しやすい。一方、鳥類はヒトとは基本的姿勢が大きく異なるため一歩の長さと速度、足の動かし方などからランニングを行なっているとみられる場合でも両足が地面から離れる時間がない場合がある。
なお、スキップは極めて特殊な様式でありヒトにしかみられない。

## 各動物の二足歩行

### 恐竜以外の爬虫類

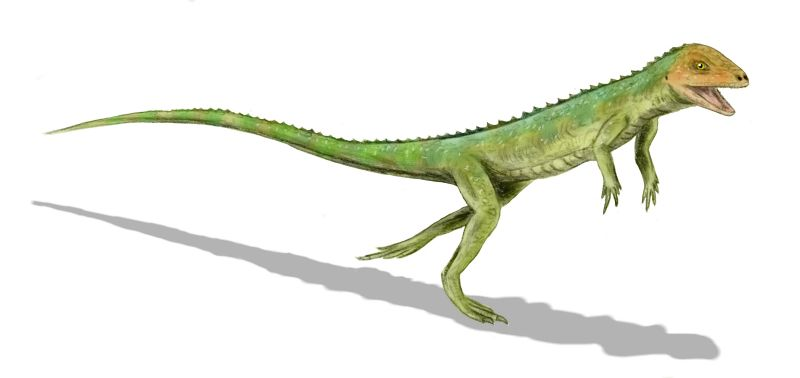
ユーディバムス
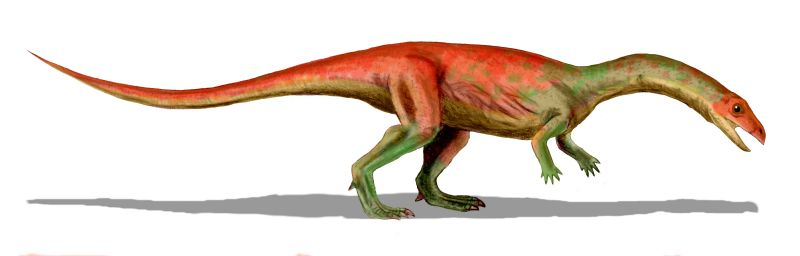
エッフィギア
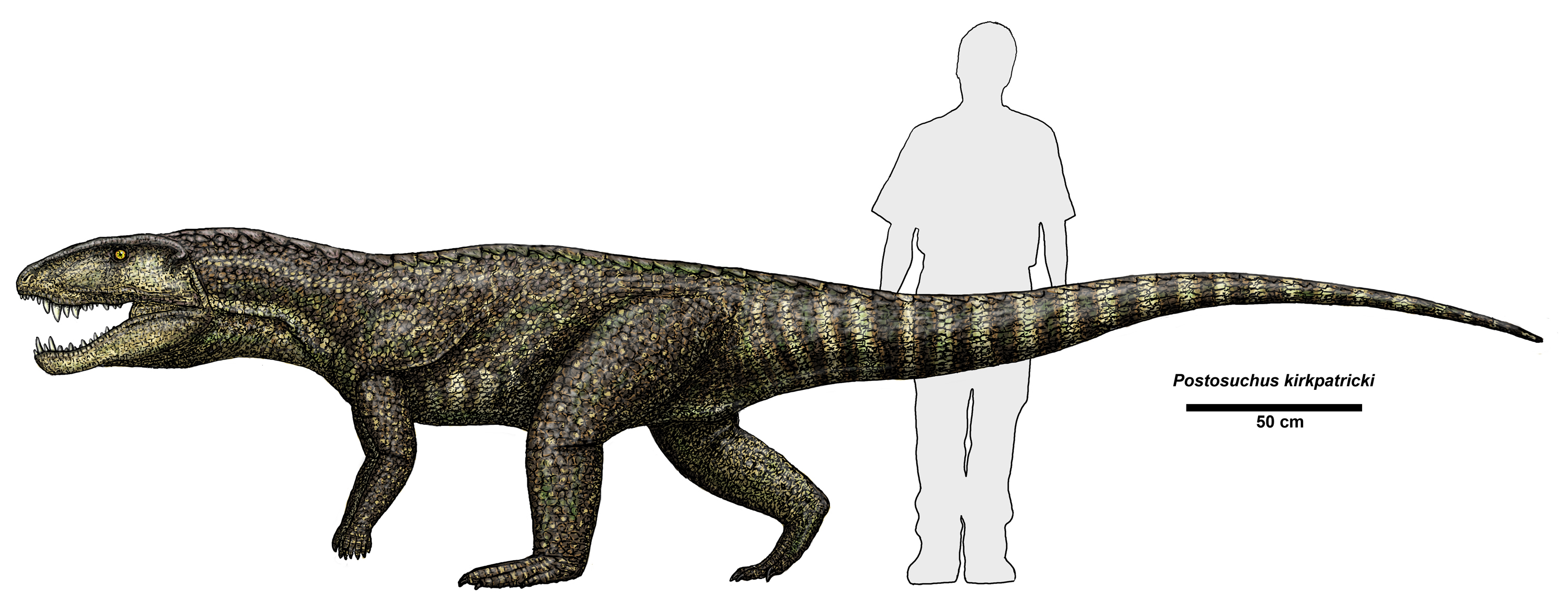
ポストスクス
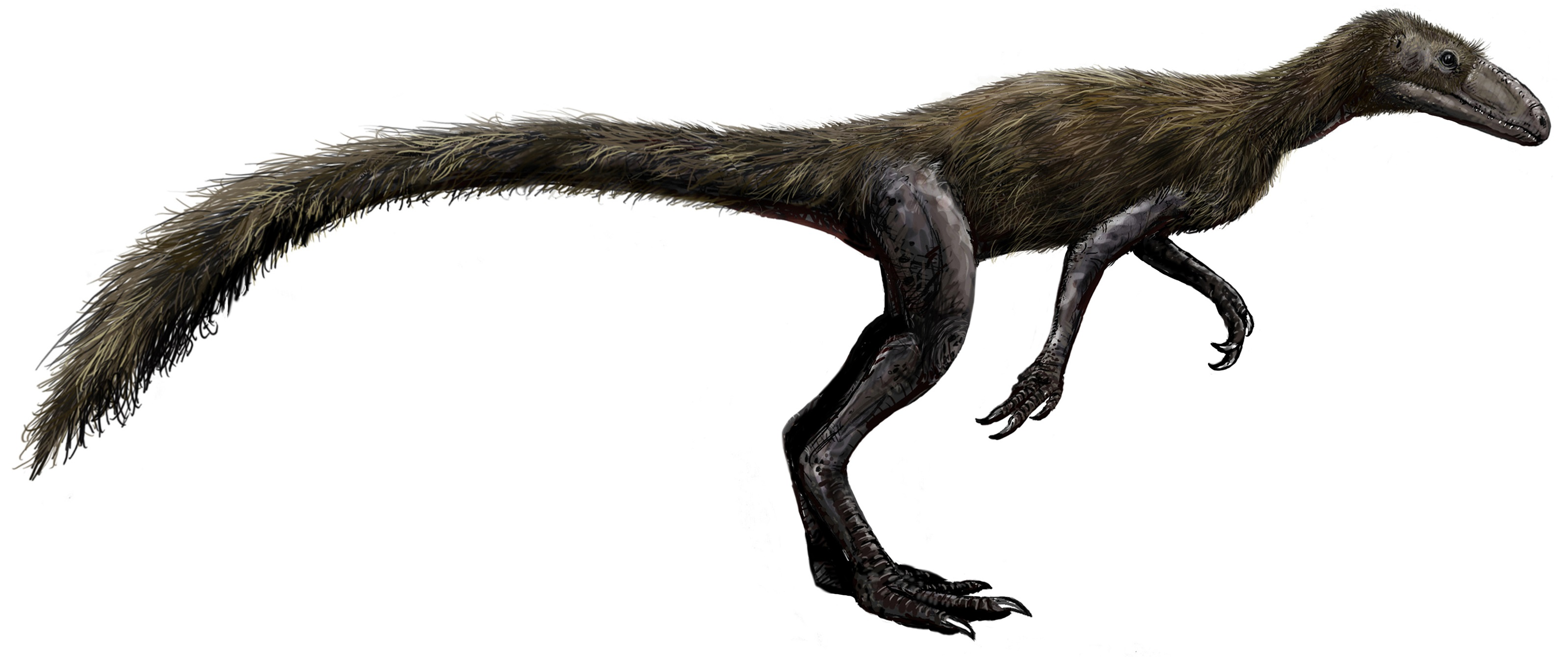
マラスクス

知られている限り最古の二足歩行を行ったとみられる脊椎動物は、ペルム紀前期から知られるユーディバムス（Eudibamus）である。三畳紀になると、偽鰐類の一部（エッフィギア、ポポサウルス、ポストスクスなど）が二足歩行に適応した。三畳紀後期には二足歩行を行う恐竜形類が出現し、後の恐竜に繋がっていった。現生爬虫類の二足歩行は、一部のトカゲの高速移動時で確認されている。

### 恐竜・鳥類
大型化した恐竜類の中には四足歩行に戻った者もいるが、中生代を通じて獣脚亜目に属する肉食性の恐竜はいずれも二足歩行となり、鳥脚亜目のイグアノドンやハドロサウルス類も二足歩行である。ジュラ紀には既に鳥類も出現しており、恐竜絶滅後の新生代にはフォルスラコスなどの走行性の大型肉食鳥類が出現し、二本足で地上を疾駆しながら獲物を捕らえる生活様式に適応した。新生代末にはディノルニスやエピオルニスのような植物食の大型種、その他クイナの仲間などの小型の走行鳥がいる。地上走行性の鳥類の二足歩行の理由については、進化の不可逆性で説明できる。すなわち、一度変化や退化で失われた器官は再び現われないという事で、クジラ類が水中生活に戻ったにもかかわらず鰓は再生せず、肺呼吸をしなければならない例がよく知られるが、鳥類の場合も、いったん翼に変わった前肢が、地上性に戻っても歩行に適した形に戻る事がなく、二足歩行に適応せざるを得なかったと考えられる。

### 哺乳類
新生代に入って大発展を遂げた哺乳類は概ね四足歩行だが、平常時から二足歩行を行う生物として人類が直立二足歩行、カンガルーやトビネズミが跳躍による二足歩行を行う。他にも、ビーバーは物を持つために高頻度で二足歩行し、サル・イヌ・クマ・ウサギ・ネズミ・ネコ等も一時的に二足歩行を行う。

## ヒトの直立二足歩行
鳥類を見ると体幹と大腿部はほぼ水平で膝を屈曲させた姿勢で膝関節より遠位の節を大きく動かして歩行している。これに対してヒトの歩行では足の上に重心が常に乗っているわけではなく、股関節より遠位の節を大きく動かし、動的に安定して歩行している。